# Peter Michael Muhich

Bischofswappen von Peter Michael Muhich

Peter Michael Muhich (* 13. Mai 1961 in Eveleth, Minnesota; † 17. Februar 2024) war ein US-amerikanischer Geistlicher und römisch-katholischer Bischof von Rapid City.

## Leben
Peter Michael Muhich studierte nach dem Abschluss der High School zunächst bis zum Bachelor Geschichtswissenschaft an der University of St. Thomas in Saint Paul. Für seine kirchlichen Studien ging er an das American College der Katholischen Universität Löwen in Belgien, wo er auch das Lizenziat in Theologie erwarb. Am 29. September 1989 empfing er das Sakrament der Priesterweihe für das Bistum Duluth.
Bis 2009 war er in verschiedenen Gemeinden in der Pfarrseelsorge tätig. Im Jahr 2009 wurde er Administrator und in der Folge Rektor der Kathedrale Unserer Lieben Frau vom Rosenkranz in Duluth. Ein Jahr später übernahm er zusätzlich die Leitung zweier weiterer Pfarreien in Duluth. Seit 2002 gehörte er der Personalkommission für den Klerus an und seit 2007 dem diözesanen Wirtschaftsrat. Er war von 1993 bis 1996 Mitglied des Konsultorenkollegiums und des Priesterrates. Letzterem gehörte er seit 2014 erneut an.
Papst Franziskus ernannte ihn am 12. Mai 2020 zum Bischof von Rapid City. Der Erzbischof von Saint Paul and Minneapolis, Bernard Hebda, spendete ihm am 9. Juli desselben Jahres in der Kathedrale von Rapid City die Bischofsweihe. Mitkonsekratoren waren der Bischof von Saginaw, Robert Dwayne Gruss, und der Bischof von Sioux Falls, Donald Edward DeGrood.
Muhich litt etwa ein Jahr an Speiseröhrenkrebs und starb im Februar 2024 im Alter von 62 Jahren in einem Hospiz.